# KALI (accélérateur)
Pour les articles homonymes, voir Kali (homonymie).
KALI (Kilo Ampere Linear Injector) est un accélérateur linéaire d’électrons, développé en Inde par l’Organisation de recherche et développement pour la défense (DRDO) et le Centre de recherche atomique Bhabha (BARC). La rumeur dit qu’il a des capacités d’arme à énergie dirigée.

## Vue d’ensemble
Le KALI est un accélérateur de particules. Il émet de puissantes impulsions d’électrons. D’autres composants de la machine convertissent l’énergie électronique en rayonnement EM, qui peut être ajusté aux fréquences des rayons X ou des micro-ondes.
Cela a alimenté les rumeurs selon lesquelles le KALI pourrait, un jour, être utilisé dans un canon à micro-ondes de haute puissance, qui pourrait détruire les missiles et les avions ennemis par soft-kill (destruction des circuits électroniques du missile).

## Historique
Le projet a été fondé par le Dr P.H. Ron, et lancé en 1985 par le directeur du BARC de l’époque, le Dr R. Chidambaram. Les travaux sur le projet ont commencé en 1989, développés par la division Accelerators & Pulse Power du BARC. La DRDO est également impliquée dans ce projet. Il a été initialement développé pour des applications industrielles, bien que les applications de défense soient devenues plus claires par la suite.
Les premiers accélérateurs avaient une puissance de faisceau d’électrons de ~0,4 GW, qui a augmenté au fur et à mesure que les versions ultérieures étaient développées. Il s’agissait du KALI 80, du KALI 200, du KALI 1000 et du KALI 5000.
Le KALI-5000 a été mis en service à la fin de 2004.

## Applications
Le KALI a été utilisé à diverses fins par la DRDO.
Les rayons X émis sont utilisés dans la recherche balistique comme illuminateur pour la photographie à très grande vitesse par le Terminal Ballistics Research Institute (TBRL) à Chandigarh. Les émissions micro-ondes sont utilisées pour la recherche EM.
La version de KALI qui produit des micro-ondes a également été utilisée par les scientifiques de la DRDO pour tester la vulnérabilité des systèmes électroniques de l’avion de combat léger (LCA), qui était alors en cours de développement.
Il a également aidé à concevoir des boucliers électrostatiques pour « durcir » l’ACV et les missiles contre les attaques par micro-ondes de l’ennemi, ainsi qu’à protéger les satellites contre les impulsions électromagnétiques mortelles (EMI) générées par les armes nucléaires et autres perturbations cosmiques, qui « grillent » et détruisent les circuits électroniques. Les composants électroniques actuellement utilisés dans les missiles peuvent résister à des champs d’environ 300 V/cm, tandis que les champs en cas d’attaque EMI peuvent atteindre des milliers de V/cm.